# دالاس ثورنتون
دالاس ثورنتون (1 سبتمبر 1946 بلويفيل في الولايات المتحدة - ) (بالإنجليزية: Dallas Thornton)‏ هو لاعب كرة سلة أمريكي في مركز مدافع مسدد الهدف. لعب مع هارلم غلوبتروترز.

## وصلات خارجية
- دالاس ثورنتون على موقع سبورتس رفرنس (الإنجليزية)
- دالاس ثورنتون على موقع ريلجم (الإنجليزية)
- دالاس ثورنتون على موقع بروبوليرز (الإنجليزية)